# Universal Pictures
Universal Pictures (ранее известная как Universal Studios) — одна из старейших голливудских киностудий. Основана Карлом Леммле в 1912 году. С 1915 по 1925 год — крупнейшая из кинокомпаний США. С 2004 года — производственное подразделение компании NBC Universal.
На логотипе изображён Земной шар, вокруг которого вращается подобие колец Сатурна с надписью: Universal («Вселенная»). Под предводительством компании работают тематические парки в Голливуде, Орландо, Сингапуре и Осаке.

## Леммле-старший
Карл Леммле, выходец из Германии, занялся кинобизнесом в 1909 году, основал Universal три года спустя и в 1914 году присвоил компании нынешнее название. Леммле удалось обойти конкурентов за счёт сделанной им ставки на «кинозвёзд». Во времена, когда имена актёров не считали нужным указывать в титрах, он привлекал внимание газетчиков к каждому шагу актёров и актрис, с которыми у него был заключён контракт. Во многом благодаря Леммле заработал голливудский «конвейер звёзд», ставший позднее отличительной чертой американской киноиндустрии.
В 1915 году на территории в 230 акров близ Голливуда «дядюшка Карл» организовал крупнейшую в мире площадку для киносъёмок, которая получила название «Вселенского города» (Universal City). В рекламных целях доступ на съёмочную площадку был открыт для всех желающих.
Вопреки амбициозному названию, предприятие Леммле специализировалось на непритязательных вестернах, мелодрамах и многосерийных фильмах, которые в небольших городках были более востребованы, чем высокобюджетные постановки, рассчитанные в первую очередь на жителей мегаполисов.

## Тальберговские годы
В отличие от конкурентов, Леммле не видел необходимости в развитии сети кинотеатров, сосредоточив свои силы собственно на кинопроизводстве. Он не порывал связей с родной Германией и даже открыл в 1926 году немецкое подразделение студии во главе с Джо Пастернаком. В связи с участившимися в 1920-е годы отлучками босса из Калифорнии, всеми делами голливудской студии фактически ведал молодой, но талантливый продюсер Ирвинг Тальберг. Он сделал ставку на мастера перевоплощений Лона Чейни, который поразил публику своим гротескным гримом в фильмах «Горбун из Нотр-Дама» (1923) и «Призрак Оперы» (1925). В этот период студию иронически называли «Домом ужасов», потому что за четыре года здесь были сняты такие прибыльные фильмы как «Дракула» и «Франкенштейн» (оба в 1931 году), а также успешные картины как «Старый темный дом», «Мумия», «Убийство на улице Морг» (все в 1932 году); «Человек-невидимка» (1933); «Черная кошка» (1935) и «Оборотень» (оба в 1935 году).

## Леммле-младший
После ухода Тальберга из студии, усугублённого началом Великой депрессии и переходом кино на звуковые рельсы, студия погрузилась в затяжной кризис, потеряв своё место в «большой пятёрке» Голливуда. «Дядюшка Карл», устроивший на работу в Universal великое множество своих родственников (и среди них режиссёра У. Уайлера), не стал подыскивать Тальбергу замену на стороне и, как только тот достиг совершеннолетия, передал бразды правления студией собственному сыну. 
Младший Леммле, не удовлетворённый низким художественным уровнем кинопродукции, решил сделать ставку на дорогостоящие постановки с художественными претензиями, а также приступил к созданию собственной сети кинотеатров. Хотя некоторые из «качественных» фильмов того времени имели успех («На западном фронте без перемен», 1930), основная часть прошла незамеченной, а мюзикл «Плавучий театр» (1929) с треском провалился.
При Леммле-младшем студия одной из первых в Голливуде освоила новые области кино — хоррор и мультипликацию. Фильм ужасов во многом обязан своим возникновением классическим «ужастикам» студии Universal. В 1931 году компания Леммле выпустила первую ленту этой серии, «Дракула». Значительный коммерческий успех фильма дал продюсерам уверенность, что они открыли формулу успеха и тему чудовищ следует продолжать. Незабываемые образы монстров на киноэкране создали Бела Лугоши и Борис Карлофф.
До основания студии Уолта Диснея компания Universal считалась также одним из основных игроков в области мультипликации. Аб Айверкс и Уолт Дисней создали по заказу Леммле первого популярного мультперсонажа — кролика Освальда. Из-за финансовых разногласий Дисней покинул студию, после чего образ кролика Освальда (права на который остались в распоряжении Universal) был им переработан в мышонка Микки, и тот довольно скоро затмил по популярности своего предшественника. На протяжении многих лет мультипликационным подразделением студии заведовал Уолтер Ланц, создавший для Universal нескольких запоминающихся мультперсонажей, включая дятла Вуди.

## После ухода Леммле
За время Великой депрессии финансовое состояние киностудии сильно пошатнулось. В отличие от других киномагнатов, отец и сын Леммле предпочитали развивать киностудию исключительно на собственные, а не заёмные средства. Это едва не привело их к банкротству, когда в 1920-е годы Эрих фон Штрогейм потратил весь свободный бюджет на съёмки «Глупых жён» и «Слепых мужей». В 1936 году семейство Леммле решило сделать ставку на ремейк «Плавучего театра». Совет директоров дал разрешение на начало съёмок при условии получения крупного займа у корпорации Standard Capital под залог прав на студию. Когда стало известно, что съёмочной группе не удалось уложиться в выделенный бюджет, заимодавцы потребовали возврата кредита. Так Леммле потеряли контроль над студией. Вскоре после этого новая версия «Плавучего театра» вышла в прокат с их именами в титрах и имела огромный успех. 
После ухода Леммле компания удержалась на плаву благодаря киномюзиклам Джо Пастернака с Диной Дурбин в главной роли. Второй «золотой жилой» для владельцев киностудии стали в 1940-е годы комики Эбботт и Костелло. На Universal были сняты некоторые классические фильмы-нуар, как, например, «Убийцы» Р. Сиодмака и «Обнажённый город» Ж. Дассена. С разрешения Д. Селзника связанный с ним контрактом А. Хичкок поставил для Universal фильмы «Тень сомнения» и «Диверсант».
Тем не менее финансовое положение компании оставалось в то время недостаточно прочным для заключения долгосрочных контрактов со «звёздами» первой величины. Для привлечения к съёмкам звезды калибра Бинга Кросби или Джимми Стюарта приходилось договариваться с той студией «большой пятёрки», с которой она была связана контрактом. По той же причине сотрудники Universal в числе последних в Голливуде стали работать с цветной плёнкой (если не брать в расчёт новаторского использования цвета в «Призраке Оперы» 1925 года).

## Британцы у руля
Американский миллионер Артур Рэнк, благодаря щедрым финансовым вливаниям которого в 1940-е годы переживал небывалый взлёт британский кинематограф, рассматривал Universal в качестве идеальной стартовой площадки для завоевания американского зрителя. Благодаря его партнёрству с Universal американцы смогли познакомиться с такими шедеврами английской киношколы, как «Большие надежды» Дэвида Лина и «Гамлет» Лоренса Оливье. В 1945 году по инициативе Рэнка состоялось объединение Universal с независимой компанией International Pictures в концерн United World Pictures, просуществовавший менее года. После «переформатирования» объединённая студия была переименована в Universal-International, а во главе её встал основатель International Pictures, Уильям Гетц (влиятельная фигура в американской киноиндустрии, зять Л. Б. Майера).
В конце 1951 года контроль над студией приобрела другая английская компания, Decca Records. Эти годы в истории компании запомнились сотрудничеством с режиссёром Дугласом Серком. Самыми популярными звёздами студии в 1950-е годы были секс-символы Рок Хадсон и Тони Кёртис.

## Под контролем MCA
В конце 1950-х годах в связи с массовым оттоком зрителей из кинотеатров к телеэкранам крупнейшие студии Голливуда переживали не лучшие времена. Компания Universal на некоторое время приостановила съёмки новых фильмов, а в 1958 году продала за $11 млн свою легендарную съёмочную площадку концерну MCA Inc., который переименовал её в Revue Studios и наладил там производство телесериалов. Глава MCA, Лью Вассерман, основательно вложился в модернизацию устаревшего к тому времени «города Леммле».
В 1962 году произошло окончательное слияние MCA и Decca Records. В итоге Universal Studios перешли под полный контроль Вассермана, который к тому времени уже перевёл на контракты с Universal тех «звёзд», чьим агентом он являлся: Дорис Дэй, Лану Тёрнер, Кэри Гранта и даже А. Хичкока. Второй раз в своей истории студия вырвалась на первые позиции в киноиндустрии. В отличие от эпохи Леммле, Universal начала 1960-х мог себе позволить контракты с самыми яркими «звёздами» на голливудском небосклоне. Примерами продукции того времени могут служить фильмы 1963 года «Птицы» и «Шарада».
Одной из составляющих успеха Universal в 1960-е годы было активное производство телефильмов. В отдельные сезоны компания производила половину сериалов, которые демонстрировались на канале NBC. Студия первой из гигантов американского кино решила для себя проблему конкуренции со стороны телевизионщиков. Более того, в 1970-е годы работа для телевидения стала основным источником дохода. Среди наиболее прибыльных кинопроектов Universal того времени — побивший студийный рекорд кассовых сборов «Аэропорт» (1970), остросюжетный триллер «Челюсти» (равно как и последующие работы Стивена Спилберга), снятый на крохотный бюджет молодёжный фильм «Американские граффити» от Дж. Лукаса, позднее — франшиза «Назад в будущее».

## С 1990-х
В 1990-е и 2000-е годы студия Universal Pictures (как и другие голливудские студии) неоднократно меняла хозяев:
В 1990 году Вассерман договорился о приобретении MСА за $6600 млн состоятельным японским инвестором — компанией Matsushita, производящей бытовую технику Panasonic. В том же 1990 году на полученные от сделки средства удалось открыть тематический парк Universal Studios Florida в Орландо.
В 1995 году японцы продали 80 % компании за $5700 млн канадскому производителю алкогольных напитков Seagram (который позднее приобрёл также звукозаписывающую компанию PolyGram).
В 2000 году подразделения Seagram, связанные с шоу-бизнесом, были приобретены французским медиа-конгломератом Vivendi, который после этого сменил название на Vivendi Universal. В 2002 году заработало подразделение студии, которое занимается артхаусом, — Focus Features.
Чтобы расплатиться с долгами, Vivendi в 2004 году продало контрольный пакет Universal (80 %) корпорации General Electric, которая приняла решения объединить новое приобретение с принадлежавшим ей телеканалом NBC в NBC Universal. Оставшиеся 20 % были выкуплены у Vivendi в 2010 году
В 2010 году 51 % NBC Universal был продан компании Comcast, крупнейшему в США оператору кабельного телевидения и домашнего интернета. Сделка была закрыта 29 января 2011 года.

## Домашнее видео
Видеокомпания «MCA Videocassete» основана в 1980 году и выпускала фильмы кинокомпании «Universal» на видеокассетах. С конца 1983 года видеокомпания переименована в «MCA Home Video». Позже, к 1990-м годам видеокомпания также выпускала свои фильмы и на Laserdisc. В 1991 году видеокомпания переименована в «MCA/Universal Home Video». В 1997 году компания переименована в «Universal Home Video» и начала выпускать свои фильмы на DVD.

## Права на фильмы
Компания Universal владеет правами на огромное число фильмов, снятых не только самой студией, но и её правопредшественниками, включая британскую студию в Илинге, производственное предприятие Дино де Лаурентиса и EMI Films. Компания также владеет правами звуковых фильмов студии Paramount Pictures снятые с 1929—1949 гг, которая была приобретена MCA Inc. в 1957 году.
В начале 1970-х старейшие в Америке студии Universal и Paramount договорились создать совместное предприятие для дистрибуции собственной продукции за пределами США. Образованная таким образом компания Cinema International Corporation была переименована в UIP после присоединения к соглашению третьей стороны, MGM. Когда в 2000 году власти Евросоюза обвинили этот конгломерат в монополизации рынка, MGM уступила своё место студии 20th Century Fox. Штаб-квартира конгломерата расположена в Лондоне.